# 清野村 (山梨県)
清野村（きよのむら）は山梨県東八代郡にあった村。現在の笛吹市一宮町坪井・一宮町田中にあたる。

## 地理
- 河川：笛吹川、日川

## 歴史
- 1875年（明治8年）2月3日 - 八代郡坪井村・田中村が合併して清野村となる。
- 1878年（明治11年）7月22日 - 郡区町村編制法の施行により、清野村が東八代郡の所属となる。
- 1889年（明治22年）7月1日 - 町村制の施行により、清野村が単独で自治体を形成。
- 1903年（明治36年）9月25日 - 国立村・一桜村と合併して一宮村が発足。同日清野村廃止。

## 交通

### 道路
- 甲州街道（現・国道411号）